# Nogodan
Nogodan är ett berg i Sydkorea.   Det ligger i provinsen Södra Jeolla, i den södra delen av landet, 260 km söder om huvudstaden Seoul. Toppen på Nogodan är 1 507 meter över havet, eller 328 meter över den omgivande terrängen. Bredden vid basen är 4,0 km. Nogodan ingår i Chiri-sanmaek.
Terrängen runt Nogodan är kuperad västerut, men österut är den bergig. Runt Nogodan är det ganska tätbefolkat, med 72 invånare per kvadratkilometer.  I omgivningarna runt Nogodan växer i huvudsak lövfällande lövskog.